# Acetonoxim
Acetonoxim ist eine chemische Verbindung aus der Gruppe der Oxime und der einfachste Vertreter der Ketoxime.

## Gewinnung und Darstellung
Acetonoxim kann durch Kondensation von Aceton mit Hydroxylamin unter Säurekatalyse (pH = 4–5), gewöhnlich durch Verwendung von Hydroxylaminhydrochlorid, gewonnen werden.

## Eigenschaften
Die mittels DSC bestimmte Zersetzungswärme beträgt −110 kJ·mol−1 bzw. −1500 kJ·kg−1.

## Verwendung
Die Verbindung dient als Ausgangsstoff in der Beckmann- und der Neber-Umlagerung.

## Sicherheitshinweise
Acetonoxim wurde 2015 von der EU gemäß der Verordnung (EG) Nr. 1907/2006 (REACH) im Rahmen der Stoffbewertung in den fortlaufenden Aktionsplan der Gemeinschaft (CoRAP) aufgenommen. Hierbei werden die Auswirkungen des Stoffs auf die menschliche Gesundheit bzw. die Umwelt neu bewertet und ggf. Folgemaßnahmen eingeleitet. Ursächlich für die Aufnahme von Acetonoxim waren die Besorgnisse bezüglich Umweltexposition, Exposition von Arbeitnehmern, hohem Risikoverhältnis (Risk Characterisation Ratio, RCR) und weit verbreiteter Verwendung sowie der möglichen Gefahren durch krebsauslösende, mutagene und sensibilisierende Eigenschaften. Die Neubewertung fand ab 2016 statt und wurde von Österreich durchgeführt. Anschließend wurde ein Abschlussbericht veröffentlicht.